# 야노쿠치역
야노쿠치역(일본어: 矢野口駅, やのくちえき)은 일본 도쿄도 이나기시에 있는 동일본 여객철도(JR 동일본) 난부 선의 철도역이다.

## 역 구조
- 섬식 승강장 1면 2선의 고가역.
- 2004년 7월 24일까지는 상대식 승강장 2면 2선의 지상역이었다. 1번선 승강장의 가와사키 쪽에 역사가 있었다.

### 타는 곳
| 1 | ■ 난부 선 | 후추혼마치, 부바이가와라, 다치카와 방면                 |
| 2 | ■ 난부 선 | 노보리토, 무사시미조노쿠치, 무사시코스기, 가와사키 방면 |

## 이용 상황
2008년도의 1일 평균 승차 인원수는 8,616명이었다.

## 역사
- 1927년 11월 1일 - 난부 철도 노보리토역 - 다이마루 정류소 간의 개통시에 개업.
- 1944년 4월 1일 - 난부 철도의 국유화에 의해 일본국유철도 난부 선의 역이 된다.
- 1987년 4월 1일 - 국철 분할 민영화에 의해 동일본 여객철도의 역이 된다.
- 2004년 7월 25일 - 다치카와 방면 승강장(1번선)을 고가화.
- 2005년 10월 9일 - 가와사키 방면 승강장(2번선)을 고가화.

## 인접한 역
| 동일본 여객철도 난부 선          | 동일본 여객철도 난부 선 | 동일본 여객철도 난부 선            |
| -------------------------------- | ----------------------- | ---------------------------------- |
| JN 16 이나다즈쓰미 가와사키 방면 | 난부 선                 | JN 18 이나기나가누마 다치카와 방면 |